# WR 135
WR 135位於天鵝座，是一顆距離地球大約6,000光年的變星，並被來自恆星自身的高速恆星風和激烈輻射吹出的黯淡氣泡星雲包圍著的沃爾夫-拉葉星。它的半徑是太陽的3倍，但是由於表面的溫度超過63,000 K，導致光度是太陽的190,000倍。
WR 135是1867年在天鵝座觀測到的3顆光譜在連續的譜帶中有強烈的發射線，而不是常見的吸收線組成的成員之一。它們是天文學家沃夫和瑞葉發現的第一批外觀不尋常，並以發現著的名字命名的沃爾夫-拉葉星。它是碳序列的沃夫-瑞葉星，表明缺乏氮的譜線而有強的碳發射譜線射。WR 135的光譜的CIII發射略強於CIV，因此它的光譜型為WC8。它的頻譜還顯示強的 HeI發射線和微弱的HeII與CII譜線。
WR 135距離WR134不到1度，它們被認為都在天鵝座OB3星協內，且與地球有大致相同的距離，因而有所關聯。當其中一顆或兩顆都在主序帶時，位於同一個氫殼中，認為被從星際物質中捲走。這個氫殼的寬度超過40秒差距，和有大約1,830 M☉的氫。目前還不清楚兩顆星中是哪一顆負有製造外殼的主要責任。
WR 135有兩顆近距離的夥伴。HD 228235是距離53"的11等星，另一顆是距離 41"的12等星。

## 外部連結
- Wolf-Rayet shells （页面存档备份，存于） showing a spectrum of WR 135
- WR134 Ring Nebula （页面存档备份，存于） with WR 135 visible in the top left corner